# Klaverroest
De klaverroest (Uromyces fallens) is een roestschimmel die behoort tot de familie Pucciniaceae. De waardplant van deze biotrofe parasiet is niet helemaal duidelijk. Hij komt in ieder geval voor op rode klaver (Trifolium pratense), bochtige klaver (Trifolium medium) en de inkarnaatklaver (Trifolium incarnatum). 

## Kenmerken
Aecia
Aecia vinden zich zowel aan de bovenzijde als de onderzijde van het blad en aan de bladstelen. Ze staan in groepen. De diameter is 0,2 mm. De aecidiosporen zijn lichtgeel, fijnwrattig en meten 20-26 × 17-22 µm. De sporenwand is 1 µm dik.
Uredinia
Uredinia bevinden zich aan de onderzijde van het blad en de bladstelen. De kleur is bleekbruin. Ze staan individueel of in groepen. De urediniosporen zijn geelbruin en meten 18-28 × 20-23 µm. De sporenwand is 1,5 µm dik. 
Telia
Telia zijn bruinzwart. De teliosporen zijn eencellig, bruin, kortgesteeld, met lage papil en glad of met enkele wratjes die in lijnen gerangschikt kunnen zijn. De sporenmaat is 20-24 × 16-18 µm en de sporenwand is 1,5-2 µm dik.

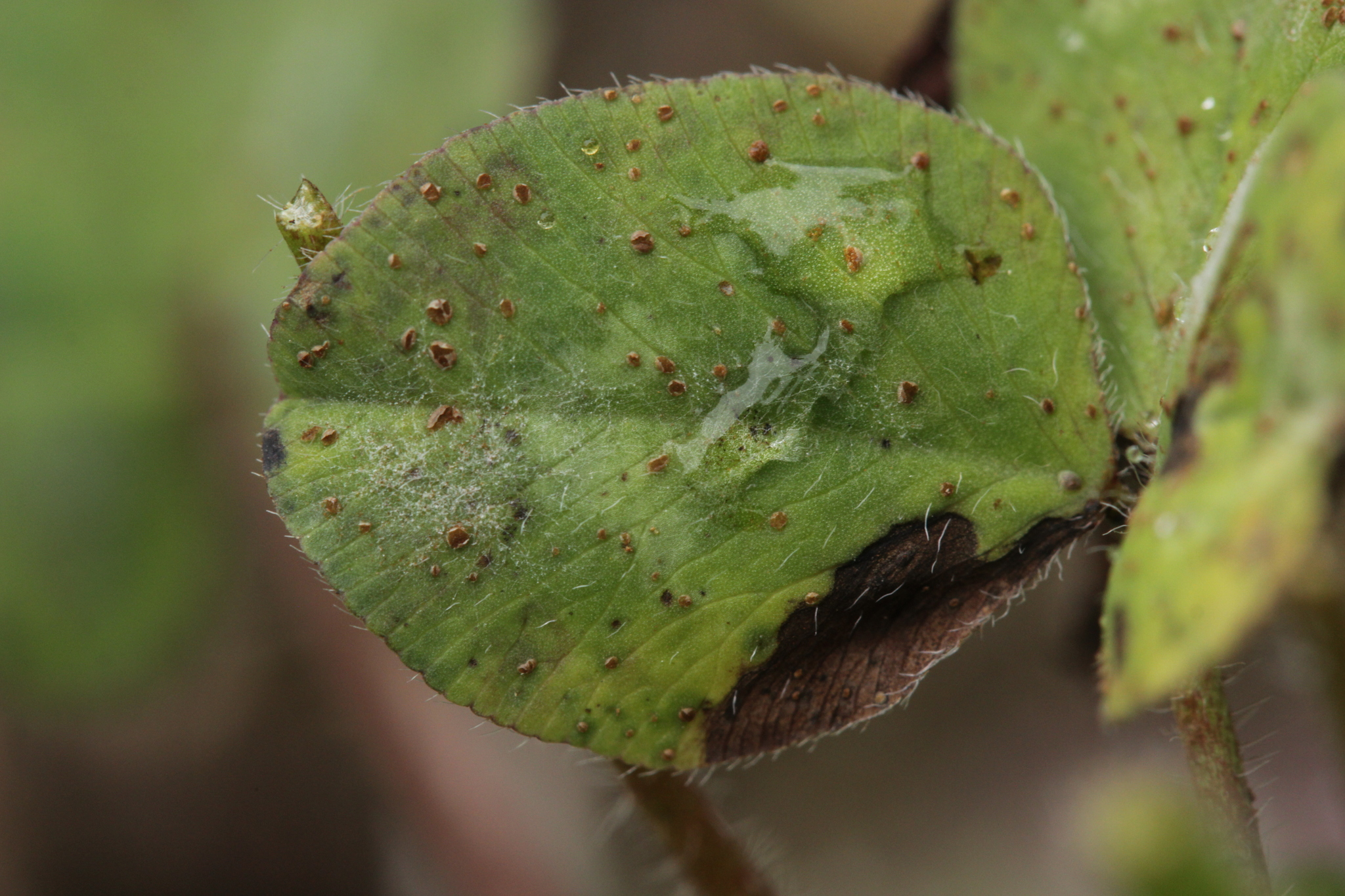
Uredinia op rode klaver
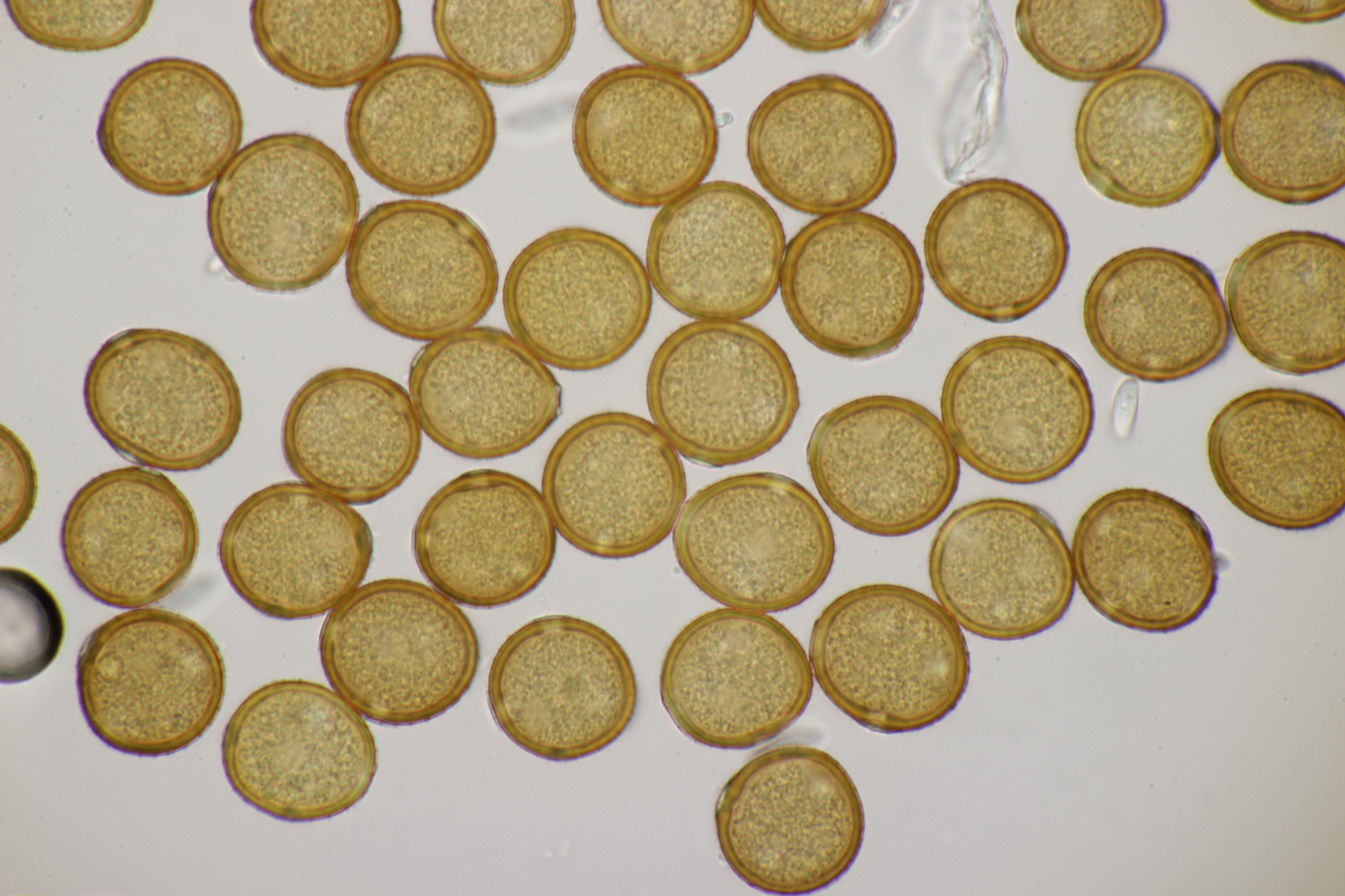
Urediniosporen
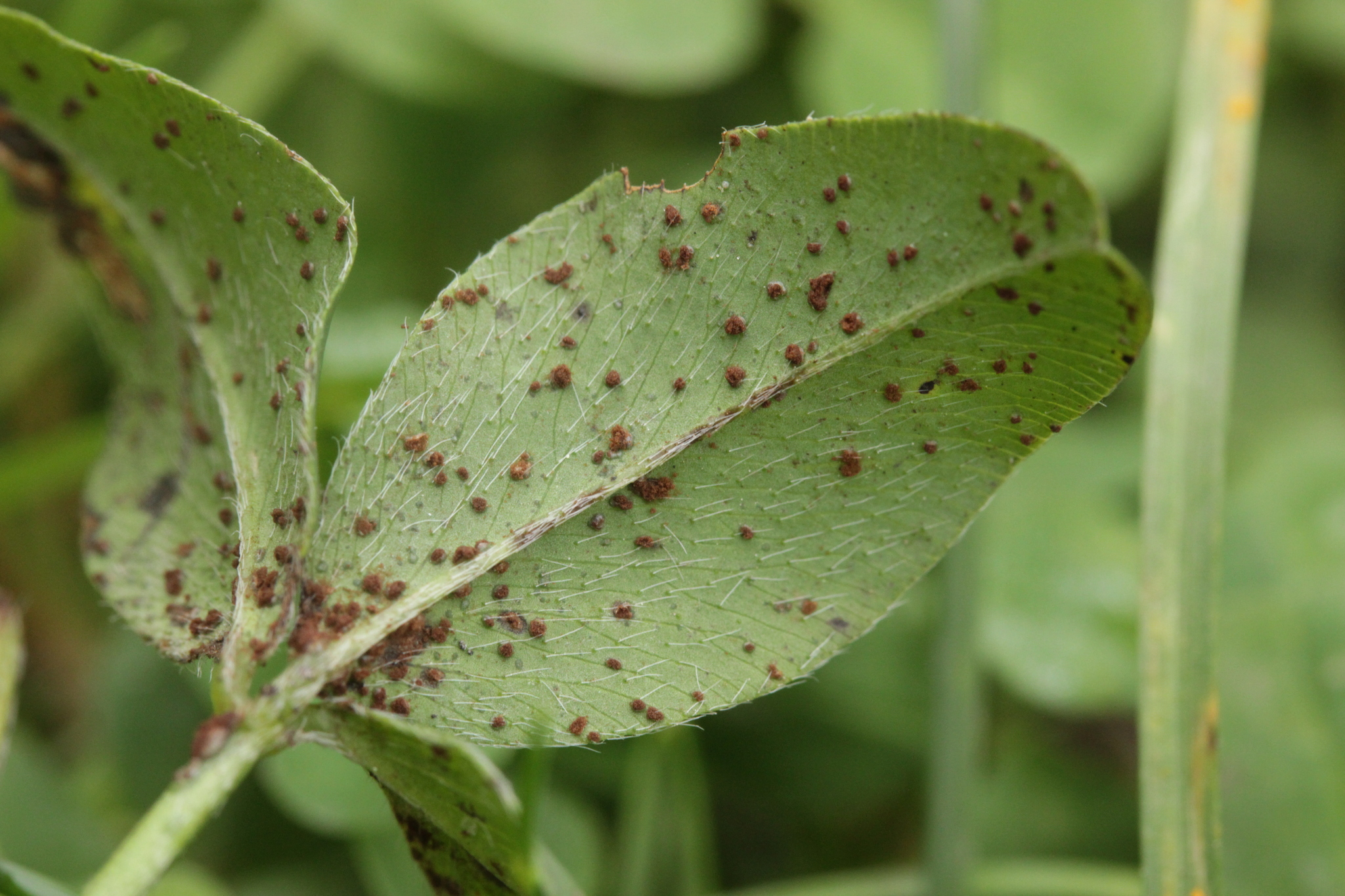
Telia op rode klaver
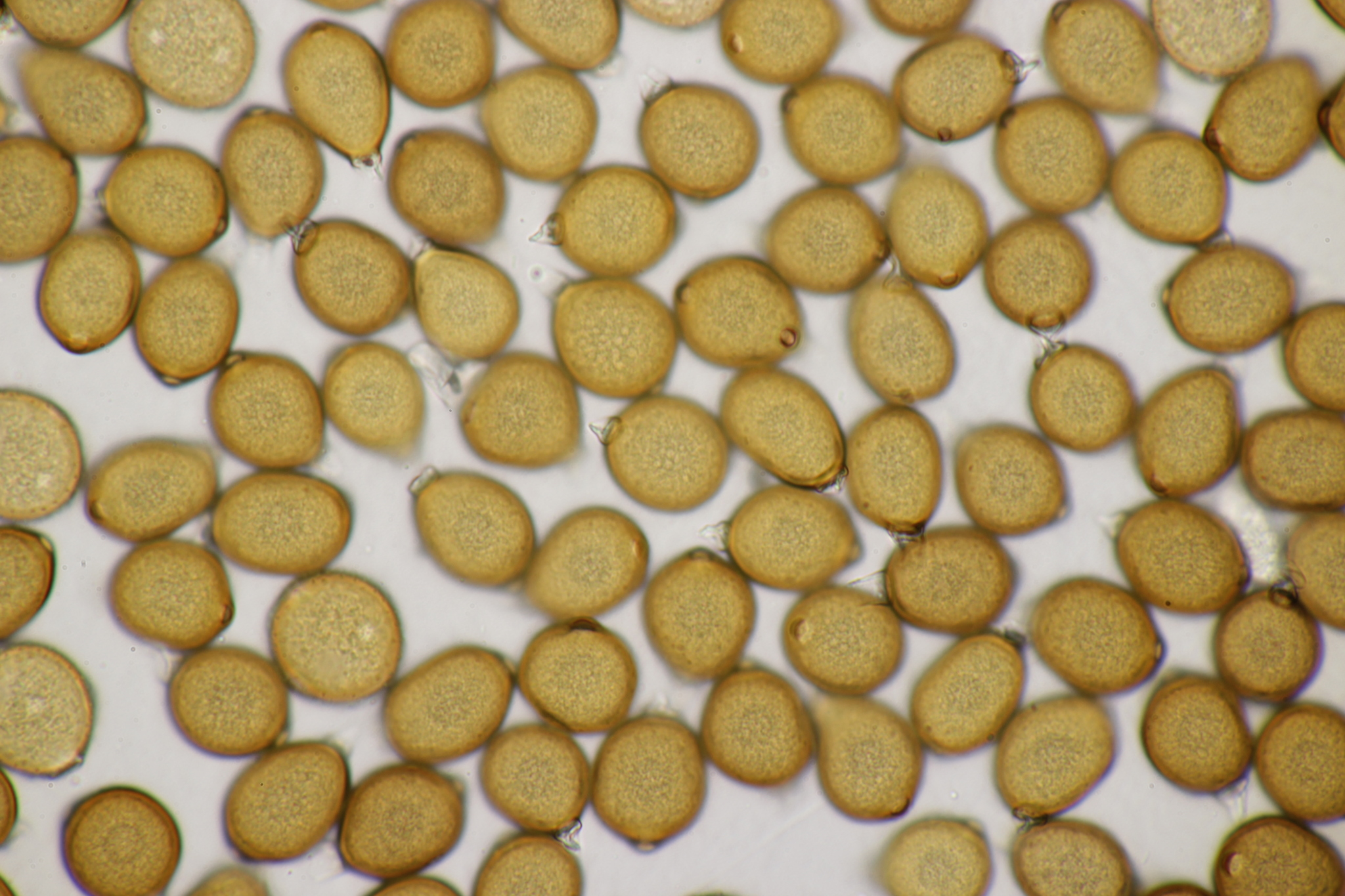
Teliosporen

## Verspreiding
In Nederland komt de klaverroest zeldzaam voor. Hij staat niet op de rode lijst en is niet bedreigd.

## Systematiek
Uromyces trifolii-repentis wordt onderverdeeld in twee variëteiten:
- Uromyces trifolii-repentis var. trifolii-repentis (veelvormige klaverroest), die voorkomt in Midden-Europa op witte klaver, basterdklaver en aardbeiklaver.
- Uromyces trifolii-repentis var.fallens, die voorkomt in Europa op rode klaver en bochtige klaver. Deze laatste variëteit wordt soms ook als een aparte soort beschouwd, namelijk Uromyces fallens.[1][2]